# Бруно Мадерна
Бруно Мадерна (італ. Bruno Maderna, 21 квітня 1920, Венеція — 13 листопада 1973, Дармштадт). Італійський композитор і диригент, який мав значний вплив на музичне життя середини XX-го століття. Здобув популярність завдяки ряду визначних творів, які стали важливим внеском в європейський музичний авангард.

## Життєпис
Народився 21 квітня 1920 року у Венеції. Його мати — Керолайн Мадерна, батько — Умберто Гроссато, хоча офіційно батьківства він ніколи не визнавав. Рано проявилось його музичне обдарування, він навчався гри одразу на кількох інструментах, зокрема й на скрипці. Як скрипаль він почав виступати в місцевому танцювальному залі, який належав його сім'ї. У віці семи років він, начебто, виконував Скрипковий концерт Макса Бруха та диригував оркестром. З 1930-го року бере участь в групі, у складі якої виступає у готелях, вар'єте і кабаре. Два роки по тому молодий Мадерна вже бере участь в концерті оперних творів XIX-го століття з оркестром Ла Скала. У 1932—1935 роках він з успіхом продовжує виступати в Мілані, Трієсті, Венеції, Падуї та Вероні. Коли про його успіх стало відомо фашистській владі і виявилось, що Умберто Гроссато не є законним батьком Мадерни, хлопчика віддали на виховання музиканту Ла Феніс та презентували як вундеркінда для прослави режиму. Скінчилось це тільки після того, як втрутилась Ірма Манфреді, модна кравчиня з Верони, яка і забрала Мадерну жити в своєму будинку, та дбала про його музичну освіту. Серед приватних вчителів Бруно цього часу — композитор Аппіро Педролло. Пізніше продовжує навчання в Римській консерваторії у класі композиції Алессандро Бустіні і завершує її в 1940 році.
Він також був студентом розширеного міжнародного курсу Дж. Ф. Малпієро для композиторів у Венеції (1941—1942), після чого став великим шанувальником і послідовником Малпієро, і впродовж всього життя мав велику любов до старовинної музики, зокрема венеційської, писав до неї транскрипції, що не могло не позначитись і на його власному стилі.
У 1941 році він також вивчав диригування у Гварнері на Accademia Musicale Chigiana в Сієні; пізніше він взяв участь у міжнародному курсі Scherchen у Венеції в 1948 році.
Музична кар'єра Мадерни була перервана війною. У 1942—1943 роках він служив в армії, 1945 року приєднався до партизанів.

### Після війни
Після війни Малпієро допоміг йому влаштуватися на посаду викладача сольфеджіо у Венеційській консерваторії.
У 1946 році Мадерна одружується з Рафаеллою Тарталья.
Заради заробітку Мадерна був змушений писати музику для радіо і кінофільмів, танцювальну музику та інші п'єси на замовлення.
Наприкінці 1940-х років Мадерна підписав свій перший контакт з Дармштадтськими літніми курсами, де він працював педагогом, диригентом і адміністратором. Ця праця відіграла важливу роль у його художньому зростанні, тут з 1949 року часто виконуються його композиції. Завдяки Дармштадським літнім курсам зав'язалась його дружба з композитором Луїджі Ноно та рядом талановитих виконавців, багатьом з яких Мадерна присвячував свої твори, серед них — Лотар Фабер, Северіно Газзелоні, Крістіан Едінгер, Ган де Вріс, Тео Олоф і Альдо Беннічі. Саме в Дармштадті він зустрівся з Беатою Крістін Копнік, з якою жив з 1950 року (але одружився лише у 1972 році), і яка народила трьох дітей.
У 1950-х роках Мадерна працював в Мілані з групою інтелектуалів і музикантів (зокрема, з Луїджі Рогноні, Луїджі Песталоцца і Роберто Лейді, пізніше — з Лучано Беріо, Кеті Берберян і Мандзоні), метою якої було оновлення італійської музичної сцени. Бере участь у виданні журналу Incontri Musicali, а також викладає у Міланській консерваторії.
В 1960-ті роки став відомий як диригент — спочатку як талановитий інтерпретатор музики віденських класиків, потім до його репертуару ввійшли твори Моцарта, Дебюссі, Малера та ін.
Проводив лекції на Дартінгтонській літній школі (1960—1962), а також на Моцартеумі в Зальцбурзі (1967—1970). У 1972 році отримав нагороду за музику радіо, а в 1974 році, посмертно, бетховенську премію. Помер у 1973 році і був похований в Дармштадті.

## Творчість
На ранній стиль композитора значний вплив мав італійський композитор, вчитель Мадерни Джан Франческо Маліп'єро, тож у його ранніх творах можна побачити, як він навчається по-новому використовувати старовинні мелодії і своєрідно переосмислювати давню музику.
Згодом його увагу привертає 12-тонова система, у 1948 році він пише свій перший твір в серійній техніці «Liriche greche», після якого з'являється ряд творів у стилі композиторів-нововіденців, які відрізняються більшою свободою. В них прослідковується прагнення композитора поєднати драматизм і напруженість висловлювання з математичною точністю побудови. У його творчості пізнішого періоду (1960-ті роки) переважає конструктивність — є твори у вигляді діаграми, таблиці, номерів матриць, моделей розподілу тембрів і динаміки, детальні плани розгортання драматургії твору тощо. При цьому в ході своїх численних експериментів він не шукає можливості створити єдину систему, його цікавить сам експеримент, процес пошуку, в результаті він створює нову систему чи не для кожного окремого твору. Найбільше експериментував над звукоутворенням, так, у його творчій спадщині є твори, у яких поєднується живий і записаний звук (наприклад, у Концерті для гобоя № 1).
Одним з найвідоміших творів Мадерни є цикл «Гіперіон» (1962) для плівки, флейти, оркестру та голосу (сопрано) на слова Фрідріха Гельдерліна. В основі твору — протиставлення флейти, яка втілює образ благородного поета, і машини, яка символізує насильство мас.

## Список творів

### Оркестрові твори
- Інтродукція і Пасакалія «Lauda Sion salvatorem» (1942)
- Концерт для фортепіано (1946)
- Композиція № 1 (1950)
- Імпровізація № 1 (1953)
- Концерт для флейти (1954)
- Концерт для фортепіано (1959)
- Концерт для гобоя № 1 (1962)
- «Гіперіон» (1963—1969)
- Концерт для гобоя № 2 (1967)
- «Квадривіум» (1969)
- Концерт для скрипки (1969)
- «Аура» (1972)
- «Біограма» (1972)
- Концерт для гобоя № 3 (1973)

### Вокальні твори
- Альба (сл. В. Кардареллі) для оркестру (1937—1940)
- Реквієм для хору, оркестру (1946)
- Liriche (сл. Верлена) для сопрано (1946—1947)
- Все в світі минає (сл. В. Шекспіра) для хору (1972)
- Венеційський журнал (Дж. Леві, за Дж. Босуелл) для тенора, стрічки і невел. оркестру (1972)

### Камерно-інструментальні твори
- Serenata № 1 для 11 інструментів (1946)
- Фантазія і фуга для 2-х фортепіано (1949)
- Dimensioni № 1 для тарілок і плівки (1952)
- Дивертисмент (1953)
- Ноктюрн (1956)
- Синтаксис (1957)
- Serenata № 2 для 11 інструментів (1957)
- Контінуо (1958)
- Віола (Віола д'амур) (1971)